# سارة هاي
سارة هاي (بالإنجليزية: Sarah Hay)‏ هي راقصة وراقصة باليه وممثلة أمريكية، ولدت في 16 سبتمبر 1987 في نيويورك في الولايات المتحدة.

## وصلات خارجية
- سارة هاي على موقع IMDb (الإنجليزية)
- سارة هاي على موقع قاعدة بيانات الفيلم (الإنجليزية)